# Kaindorf
Kaindorf là một đô thị thuộc huyện Hartberg thuộc bang Steiermark, nước Áo. Đô thị Kaindorf có diện tích 14,18 km², dân số thời điểm cuối năm 2005 là 1454 người.